# Krassimir Balakow
Krassimir Gentschew Balakow (bulgarisch Красимир Генчев Балъков, wiss. Transliteration Krasimir Genčev Balăkov; * 29. März 1966 in Weliko Tarnowo) ist ein ehemaliger bulgarischer Fußballspieler und derzeitiger -trainer. Ihm gelangen in 92 Länderspielen für die bulgarische Fußballnationalmannschaft 16 Tore. Er nahm an der Weltmeisterschaft 1994 in den Vereinigten Staaten teil, bei der die Nationalmannschaft mit dem vierten Platz den größten Erfolg des bulgarischen Fußballs erreichte. Als hauptverantwortlicher Trainer arbeitete er nach seinem Karriereende in der Schweiz, Bulgarien, Kroatien und Deutschland sowie zuletzt im bulgarischen Nationalteam.

## Spielerkarriere

### Etar Weliko Tarnowo
Krassimir Balakow stammt aus Weliko Tarnowo, einer Stadt am Nordhang des Balkangebirges, damals Volksrepublik Bulgarien. In seiner Heimatstadt spielte er für die Jugendmannschaften des FK Etar. Schon früh wurde Balakows außergewöhnliches Talent entdeckt, so dass er 1982 bereits im Alter von 16 Jahren in der höchsten bulgarischen Spielklasse (A Grupa) debütierte. Nach zwei Spielzeiten als Ergänzungsspieler schaffte er als Flügelstürmer auf der linken Außenbahn den Durchbruch und kam in der Spielzeit 1984/85 in allen 30 Ligaspielen zum Einsatz (sechs Tore). Anschließend bremste eine schwere Verletzung Balakow zunächst aus und er war gezwungen längerfristig zu pausieren. Nach seiner Wiedergenesung erkämpfte sich der Edeltechniker unter dem langjährigen Trainer Georgi Wassilew erneut einen Stammplatz und fand zu alter Stärke zurück. Im Herbst 1988 wurde Balakow Nationalspieler.
Mit Balakow als Antreiber rückte Etar Weliko Tarnowo – vormals regelmäßig im mittleren und hinteren Tabellenbereich platziert – in Reichweite der Europapokalränge und belegte 1989 sowie 1990 jeweils den dritten Platz der bulgarischen Meisterschaft. Allerdings konnte Etar die Dominanz der Hauptstadt-Klubs ZSKA, Lewski und Slawia Sofia nicht brechen. Mittlerweile hatte Balakow die Begehrlichkeiten von ZSKA Sofia geweckt, jedoch kam der Wechsel wegen des politischen Umsturzes in Bulgarien nicht zustande.
Auch in der Nationalelf etablierte er sich an der Seite von Spielern wie Christo Stoitschkow, Jordan Letschkow, Nasko Sirakow und Emil Kostadinow als Stammkraft.

### Sporting Lissabon
Kurz nach Beginn der Hinrunde der Spielzeit 1990/91 erhielt Balakow die Freigabe seines Klubs für einen Wechsel nach Westeuropa und folgte dem Angebot des portugiesischen Klubs Sporting Lissabon. Während sein Heimatverein am Saisonende erstmals den bulgarischen Meistertitel holte, erreichte er an der Seite von Luís Figo, Fernando Gomes und Luizinho als Tabellendritter der portugiesischen Liga die Teilnahme am UEFA-Pokal. In Lissabon avancierte der Bulgare rasch zum Publikumsliebling und entwickelte sich zu einem der besten Spieler der portugiesischen Meisterschaft. Mittlerweile taktisch anders aufgestellt und als Mittelfeldregisseur in die Schaltzentrale auf dem Spielfeld gerückte, gestaltete er das Spiel des Klubs.
Auch in der Nationalmannschaft wurde Balakow zum Spielgestalter. In der Qualifikation zur Weltmeisterschaftsendrunde erreichte er als Stammkraft mit der von Trainer Dimitar Penew betreuten Auswahl überraschend den zweiten Platz der Qualifikationsgruppe 6 hinter Schweden. Im letzten Gruppenspiel bezwang die Mannschaft im direkten Duell die französische Mannschaft, der ein Unentschieden genügt hätte, auswärts mit einem 2:1-Erfolg nach zwei Toren von Kostadinow. Den Treffer zum zwischenzeitlichen 1:1-Pausenstand hatte Balakow als Eckstoßschütze vorbereitet. Beim Turnier kam der Auswahl allenfalls eine Außenseiterrolle zu, als sie mit Nigeria, Argentinien und Griechenland in eine Gruppe gelost wurde. Nach einer 0:3-Niederlage gegen Nigeria folgte ein 4:0-Erfolg über Griechenland. Anschließend ließ die Auswahl aufhorchen, der amtierende Vizeweltmeister Argentinien wurde mit einem 2:0-Sieg vom zweiten Tabellenplatz verdrängt. Ein unansehnliches Spiel bekamen die Zuschauer schließlich im Achtelfinale zu sehen, als das Duell gegen Mexiko ins Elfmeterschießen ging. Dort versagte Balakow als erster bulgarischer Schütze, nach drei Fehlschüssen auf Seiten der Mittelamerikaner blieb der verschossene Elfmeter ohne Folgen. Nach einem 2:1-Erfolg über Deutschland scheiterte die Mannschaft im Halbfinale an Italien um den überragenden Roberto Baggio, der seine Leistung mit zwei Toren krönte. Eine eher lustlos wirkende bulgarische Nationalmannschaft ging im Spiel um den dritten Platz mit einer 0:4-Niederlage gegen Schweden unter; auch beim siebten Turnierspiel blieb Balakow ohne Torerfolg. Dennoch wurde er als eine der auffälligsten Figuren in das WM-All-Star-Team gewählt. Darüber hinaus erreichte er Ende des Jahres bei den Wahlen zum FIFA-Weltfußballer des Jahres und zum Ballon d’Or für Europas Fußballer des Jahres gute Platzierungen, als er sich jeweils unter den ersten zwanzig ausgewählten Spielern wiederfand.
Den Schwung des WM-Turniers schien Balakow mit in die portugiesische Meisterschaft mitgebracht zu haben. Als Antreiber führte er die von Carlos Queiroz und Assistenztrainer José Mourinho trainierte Mannschaft von Sporting zu 22 Saisonsiegen. Mit der Vizemeisterschaft hinter dem FC Porto erreichte er sein bestes Saisonergebnis in Portugal, zudem zog er mit dem Klub ins Endspiel um den Landespokal ein. Gegen Marítimo Funchal holte er mit einem 2:0-Erfolg seinen ersten Titelgewinn. Jedoch gab es mit dem Trainer zunehmend Probleme, die letztlich zu einer Trennung vom Klub führten.

### VfB Stuttgart
Im Sommer 1995 wechselte Balakow in die Bundesliga, der VfB Stuttgart überwies umgerechnet zwei Millionen Euro an den portugiesischen Verein. Der schwäbische Klub war nach dem Gewinn der Meisterschaft 1992 ins Mittelfeld der Liga abgerutscht und versuchte einen Neuanfang. Zu diesem Zweck hatte er mit dem Österreicher Rolf Fringer zu Saisonbeginn einen neuen Trainer verpflichtet, der mit einer offensiven Spielweise mit dem FC Aarau in der Schweiz erfolgreich gewesen war und den Klub 1993 zu einem Meistertitel geführt hatte. Hinter dem Sturmduo Giovane Élber und Fredi Bobič etablierte er sich als Dreh- und Angelpunkt des Offensivspiels. Mit dem Brasilianer portugiesisch und dem Deutsch-Kroaten kroatisch sprechend integrierte er sich schnell bei seinem neuen Verein. Aufgrund mangelnder Konstanz erreichte der Verein dennoch nur den zehnten Tabellenplatz.
Im Sommer nahm Balakow mit der Auswahlmannschaft an der Europameisterschaft 1996 teil, nachdem im Rahmen der Qualifikation hinter Deutschland – das erste Duell entschied Bulgarien mit einem 3:2-Erfolg für sich, so dass sie Mannschaft vor dem Rückspiel am letzten Spieltag bereits mindestens als einer der besten Gruppenzweiten qualifiziert war und die 1:3-Niederlage nur fürs Endklassement ausschlaggebend war – der zweite Tabellenplatz belegt wurde. Beim Turnier in allen drei Spielen im Einsatz belegte die Mannschaft in der Gruppe mit Frankreich, Spanien und Rumänien den dritten Platz und schied am Ende der Vorrunde aus.
Auch das frühe Ausscheiden der Schweizer „Nati“ hatte Auswirkungen auf Balakows weiteren Werdegang: nachdem der Auswahltrainer Artur Jorge nach dem Turnier heftig in der Kritik stand, entschloss er sich zum Rücktritt. Schnell fiel der Name Fringer als Nachfolger und angesichts der allenfalls passablen Vorsaison erteilte der VfB Stuttgart nach kurzen Verhandlungen dem Trainer die Freigabe für den Schweizer Verband. Kurz vor Saisonbeginn ohne Trainer dastehend kürte der Klub Fringers bisherigen Assistenten Joachim Löw zum interimsweisen Nachfolger. Das Offensivtrio zeigte sich torgefährlich und erhielt alsbald den Beinamen „Magisches Dreieck“. Mit 78 Saisontoren hatte der Klub am Saisonende die meisten Tore aller Bundesligisten erzielt, Balakow hatte 13 Saisontore beigetragen. Da jedoch die Balance zwischen Offensive und Defensive nicht in allen Spielen stimmte, erreichte der Klub lediglich den vierten Tabellenplatz. Dennoch blieb die Spielzeit nicht ohne Titelgewinn, mit einem 2:0-Endspielerfolg im DFB-Pokal über den Drittligisten Energie Cottbus holte Balakow zum zweiten Mal in seiner Karriere einen Pokaltitel.
Elber hatte den Klub nach dem Pokalsieg verlassen, Jonathan Akpoborie wurde sein Nachfolger an der Seite Bobičs. Auch das neue Trio zeigte sich erfolgreich, der vierte Tabellenplatz des Vorjahrs wurde wiederholt. Auch im Europapokal der Pokalsieger 1997/98 war die von Löw trainierte Mannschaft erfolgreich, auf dem Weg ins Endspiel erzielte Balakow zwei Tore. Im Solnaer Råsundastadion traf er an der Seite von Thomas Schneider, Thomas Berthold, Zvonimir Soldo und Gerhard Poschner auf den englischen Vertreter FC Chelsea. Ein Tor von Gianfranco Zola entschied das Spiel zugunsten des Gegners. Im Frühjahr kam es unterdessen zu den ersten Misstönen, als Balakow nach einer Niederlagenserie mit einem Abschied im Sommer kokettierte, während parallel herauskam, dass er im Dezember zu weit besseren Konditionen seinen Vertrag verlängert hatte. Wenige Monate später wurde ihm vorgeworfen, einen Zeitungs-Journalisten geohrfeigt zu haben. Die erstattete Anzeige wurde wieder fallen gelassen, mittlerweile hatte sich sein Image zum bösen Buben gewandelt.
Bei der Weltmeisterschaft 1998, zu der sich die Mannschaft souverän als Gruppensieger vor Russland qualifiziert hatte, spielte die bulgarische Mannschaft inklusive Balakow relativ uninspiriert, Folge war das Ausscheiden als Gruppenletzter. Auch auf Vereinsebene verschlechtere sich die Situation für den Spieler. Nachdem Gerhard Mayer-Vorfelder trotz des Aufschwunges unter Löw den beim Karlsruher SC entlassenen Winfried Schäfer als neuen Trainer verpflichtet hatte, geriet dieser mit dem Starspieler aneinander und der Machtkampf wurde in der Presse breitgetreten. Unter dem neuen Trainer blieb der Erfolg aus, auch unter den Nachfolgern Wolfgang Rolff und Rainer Adrion blieb die Mannschaft im Abstiegskampf. Dabei schwächte Balakow die Mannschaft, als er nach dem Spiel gegen den SC Freiburg nach einer Tätlichkeit aufgrund des Fernsehbeweises – der Schiedsrichter hatte seinen Kniestoß in den Unterleib eines Gegenspielers nicht gesehen – für mehrere Wochen gesperrt wurde. Erst unter Ralf Rangnick stabilisierte sich die Mannschaft und erreichte den elften Tabellenplatz. Dieser hatte ihn zum Mannschaftskapitän ernannt, nach einer Auswechslung zeigte sich Balakow jedoch als Diva, da ihm keine besondere Behandlung mehr zuteil kam. Das Verhältnis verschlechterte sich zunehmend, zumal das von Rangnick vorgesehene taktische System Balakows spielerische Freiheiten beschnitt.
Erst nach der Entlassung Rangnicks erhielt Balakow unter Felix Magath seinen Sonderstatus zurück. In der Folge kehrte er zu alter Form zurück und war maßgeblich daran beteiligt, dass der Stuttgarter Klub 2001 die Klasse hielt. Auch in der folgenden Spielzeit war er mit Kapitän Zvonimir Soldo treibende Kraft im Mittelfeld. Sein auslaufender Vertrag wurde daraufhin noch einmal verlängert, im Sommer 2003 beendete er mit der Vizemeisterschaft seine aktive Laufbahn. Bereits im April hatte er sein letztes Länderspiel bestritten, nach 1998 hatte er sich jedoch mit der Auswahlmannschaft für kein Turnier mehr qualifizieren können.

## Trainerkarriere

### Co-Trainer beim VfB Stuttgart
Balakow blieb dem VfB Stuttgart nach dem Ende seiner Profispielerkarriere treu und unterschrieb einen Zwei-Jahres-Vertrag als Trainerassistent und Vereinsrepräsentant. Auch nach dem Abgang Magaths im Sommer 2004 zum FC Bayern München blieb er unter dem neuen Trainer Matthias Sammer in dieser Position tätig. Mit Ablauf des Kontraktes 2005 suchte er eine neue Herausforderung, lehnte allerdings ein Angebot, die bulgarische Nationalmannschaft zu übernehmen ab. Jedoch erhielt er zunächst kein Angebot eines Vereins, einzig der VFC Plauen verpflichtete ihn als Berater. Für den Klub sprang er kurzzeitig als Spieler ein, dies blieb jedoch ein einmaliger Einsatz.

### Einstieg in die Cheftrainerlaufbahn in der Schweiz
Im Januar 2006 beerbte Balakow beim Grasshopper Club Zürich auf Vermittlung von Karl-Heinz Riedle den vom 1. FC Köln abgeworbenen Hanspeter Latour. Am Saisonende belegte er mit dem Klub den vierten Platz. Zu Beginn der Spielzeit 2006/07 zeitweise Tabellenführer, so dass der Klub den Vertrag vorzeitig bis 2008 verlängerte, kam im Winter der Einbruch und mit der Vereinsführung wurde zunächst das Auflösen des Vertrages zum Saisonende vereinbart. Nach einer Niederlagenserie wurde er jedoch drei Spieltage vor Schluss entlassen.
Am 29. Oktober 2007 übernahm er das Traineramt beim FC St. Gallen und ersetzte damit den entlassenen Fringer. Dem ehemaligen Weltklasse-Fußballer gelang es jedoch nicht, den Abstieg des ältesten Vereins der Schweiz in die Challenge League zu verhindern. In den Barrage-Spielen scheiterte die Mannschaft nach einem Unentschieden und einer Niederlage am AC Bellinzona. Die Vereinsführung reagierte auf diese Tatsache mit der Freistellung Balakows.

### Trainer in Burgas und Split
Am 5. Januar 2009 übernahm Balakow den bulgarischen Erstligaverein FC Tschernomorez Burgas für den geplanten Zeitraum von fünf Jahren. In der Saison 2010/11 konnte Tschernomorez in der Hinrunde gegen alle Klubs aus Sofia (ZSKA, Lewski, Slawia und Lokomotive) gewinnen, lediglich der Aufsteiger Akademik Sofia konnte sich einen Punkt sichern. Zur Winterpause 2010/11 lag Tschernomorez auf dem 3. Platz mit 28 Punkten und nur einer Niederlage. Am 7. Dezember 2010 wurde der Vertrag allerdings aufgelöst, da Balakow nicht wie gewünscht die Mittel für einen Fünfjahresplan zum Aufbau des Vereins bekam. Nach einem halben Jahr ohne Verein heuerte er im Sommer 2011 beim kroatischen Klub Hajduk Split an.

### Trainer in Kaiserslautern
Am 22. März 2012 wechselte Krassimir Balakow zum 1. FC Kaiserslautern, nachdem zuvor seinen Vertrag bei Hajduk Split einvernehmlich aufgelöst wurde. Am 18. Mai 2012 einigte sich der FCK mit Balakow auf eine einvernehmliche Auflösung des ursprünglich bis Ende Juni 2013 datierten Arbeitsvertrags. Unter seiner Führung beim FCK verlor die Mannschaft sieben von acht Spielen und stieg am Ende der Saison in die 2. Bundesliga ab.

### Litex Lowetsch
Am 27. Mai 2014 unterzeichnete Balakow einen zur Saison 2014/15 beginnenden Zweijahresvertrag bei Litex Lowetsch, bereits im Juli 2015 trat er nach dem Ausscheiden der Mannschaft in der 1. Qualifikationsrunde zur Europa League gegen den FK Jelgava von seinem Amt zurück.

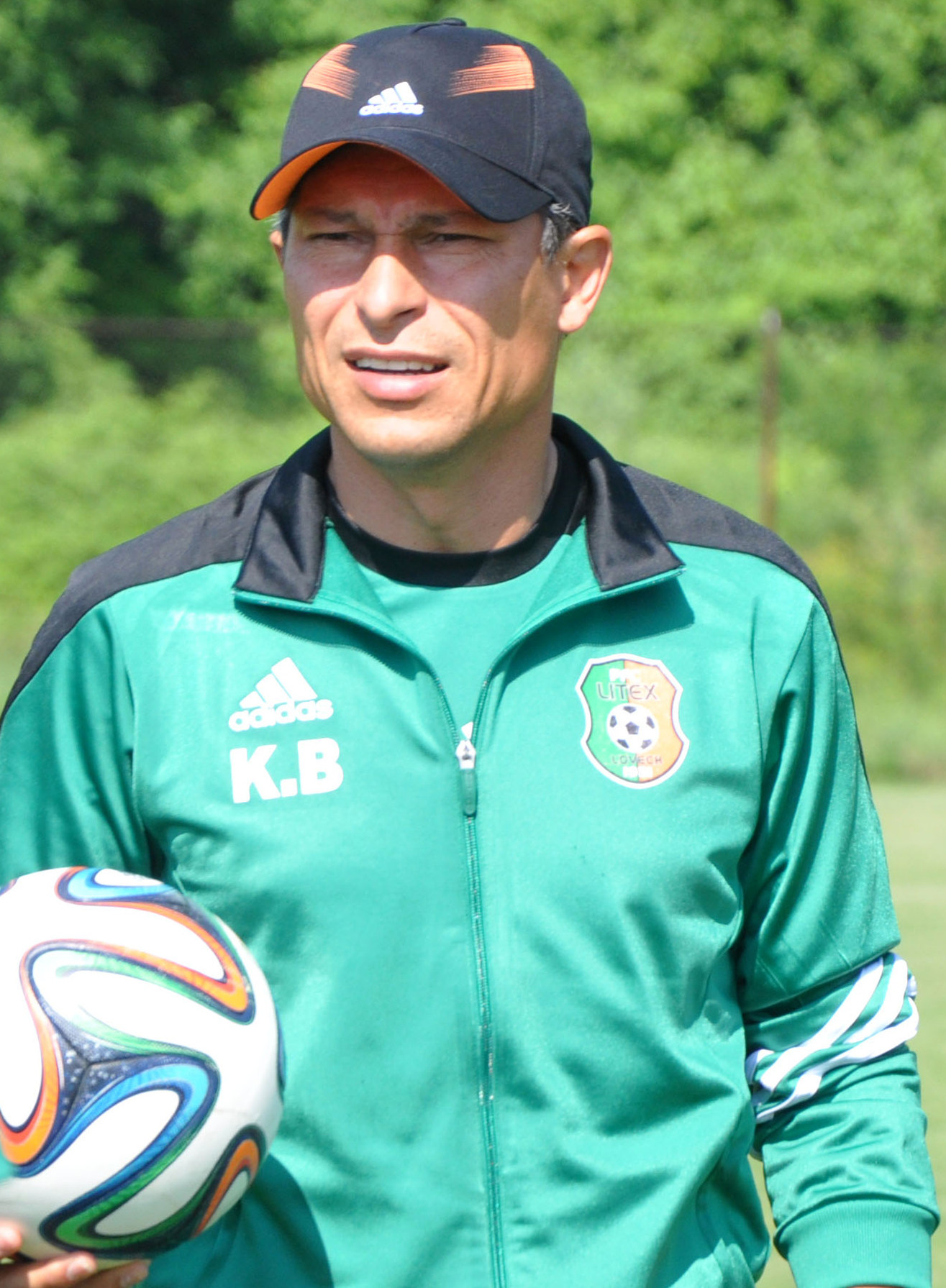
Balakow als Trainer (2014)

### SFC Etar Weliko Tarnowo
Am 4. Januar 2018 wurde er als neuer Trainer des bulgarischen Zweitligisten vorgestellt.

### Cheftrainer Bulgariens
Im Mai 2019 stellte der Bulgarische Fußballverband Balakow als neuen Cheftrainer der bulgarischen Nationalmannschaft vor. Sein Engagement begann 2019 mit zwei Niederlagen in der EM-Qualifikation gegen Tschechien und Kosovo am 7. und 10. Juni.
Vier Tage nach dem Qualifikationsspiel gegen England, bei dem mehrere dunkelhäutige Spieler Englands von bulgarischen Fans beleidigt worden waren, trat Balakow am 18. Oktober 2019 als Nationaltrainer zurück. Er selbst begründete diese Entscheidung mit seiner „moralischen Verantwortung“, während die ebenfalls geschlossen zurückgetretene Führung des Verbands von zuletzt „enttäuschenden Leistungen“ der Mannschaft sprach.

## Sonstiges
Balakows Familie lebt in Bulgarien in dem kleinen Dorf Hotnitza in der Nähe von Weliko Tarnowo und Pawlikeni.
Krassimir Balakow gehört dem Präsidium der Stiftung Jugendfußball an, die es sich zum Ziel gesetzt hat, Kindern und Jugendlichen das Fußballspiel näherzubringen.

## Erfolge
- Platz 4 mit Bulgarien bei der Fußball-Weltmeisterschaft 1994
- Portugiesischer Pokalsieger: 1994/95
- Deutscher Pokalsieger: 1996/97
- UEFA-Intertoto-Cup-Sieger: 2000, 2002
- Fußballer des Jahres in Bulgarien: 1995, 1997
- Einstufung als Weltklasse in der Rangliste des deutschen Fußballs: Winter 1997/98